# Magnus Lekven
Magnus Lekven (Porsgrunn, 13 gennaio 1988) è un ex calciatore norvegese, di ruolo centrocampista.

## Carriera

### Club
Lekven ha iniziato la propria carriera professionistica con la maglia dell'Odd Grenland. Ha debuttato in prima squadra nel pareggio per 2-2 contro il Vålerenga: ha sostituito infatti Patrick Suffo negli ultimi minuti della partita. Il 20 maggio 2007 ha segnato la prima rete ufficiale con la maglia della sua squadra: è stata sua una delle cinque marcature che hanno piegato lo Svarstad nel primo turno dell'edizione stagionale del Norgesmesterskapet.
Alla fine dell'Eliteserien 2007, l'Odd Grenland è retrocesso nella 1. divisjon. Lekven è rimasto in squadra e il 2 agosto 2008 ha siglato la prima marcatura in campionato della sua carriera: è stato infatti un suo gol a fissare il punteggio sul definitivo 5-1 sul Nybergsund-Trysil. La squadra ha conquistato immediatamente la promozione nell'Eliteserien. Il 14 giugno 2009 ha realizzato allora la prima rete nella massima divisione: ha portato in vantaggio l'Odd Grenland contro il Bodø/Glimt, siglando il momentaneo 1-0 (la partita si è conclusa poi sul 4-0).
Il 30 agosto 2012 è passato ufficialmente ai danesi dell'Esbjerg. Il giocatore era già d'accordo per giocare nella nuova squadra a partire dal 1º gennaio successivo, quando si sarebbe svincolato a parametro zero, ma le due società hanno trovato un accordo economico per anticipare il trasferimento. Ha debuttato nella Superligaen il 2 settembre, nella sconfitta per 1-0 in casa del Midtjylland. Il 18 novembre ha realizzato la prima rete in squadra, nel pareggio per 2-2 sul campo del Brøndby. A fine stagione, l'Esbjerg si è aggiudicato la vittoria nell'edizione stagionale della coppa nazionale, con Lekven che è stato impiegato come titolare nella finale contro il Randers.
In virtù di questo successo, l'Esbjerg ha partecipato all'Europa League 2013-2014. Lekven ha avuto così modo di debuttare in questa competizione in data 22 agosto 2013, schierato titolare nella vittoria per 4-3 sul Saint-Étienne, negli spareggi per accedere alla competizione. È rimasto in squadra per circa quattro anni, totalizzando complessivamente 122 presenze e 4 reti tra tutte le competizioni.
Il 29 luglio 2016, il Vålerenga ha ufficializzato sul proprio sito internet d'aver ingaggiato Lekven, che si è legato al nuovo club per i successivi quattro anni e mezzo. Il centrocampista ha scelto di vestire la maglia numero 8. Ha esordito con questa maglia in data 1º agosto, subentrando a Vajebah Sakor nel successo casalingo per 3-0 sul Molde. Ha chiuso questa porzione di stagione in squadra a quota 10 presenze, senza realizzare alcuna rete.
Il 15 gennaio 2021 ha fatto ufficialmente ritorno all'Odd: ha firmato un contratto triennale e ha scelto di vestire la maglia numero 5.
Il 2 novembre 2022, Lekven ha annunciato il ritiro dal calcio professionistico per la fine della stagione, con un anno di anticipo sulla naturale scadenza del contratto: sarebbe entrato a far parte di quadri amministrativi dell'Odd.

### Nazionale
Lekven ha collezionato 42 presenze con le varie selezioni giovanili norvegesi. Il 10 febbraio 2009 ha esordito per la Norvegia under 21 nel pareggio per 1-1 contro la Spagna, a Cartagena.
Il 23 novembre 2011 è stato inserito tra i convocati della Nazionale maggiore di Egil Olsen per la King's Cup 2012, evento che si sarebbe disputato nel gennaio successivo. Il 15 gennaio 2012 è subentrato allora a Ruben Yttergård Jenssen nel pareggio per 1-1 contro la Danimarca.

## Statistiche

### Presenze e reti nei club
Statistiche aggiornate al 1º dicembre 2022.
| Stagione         | Club             | Campionato       | Campionato | Campionato | Coppe nazionali | Coppe nazionali | Coppe nazionali | Coppe continentali | Coppe continentali | Coppe continentali | Supercoppe | Supercoppe | Supercoppe | Totale | Totale |
| Stagione         | Club             | Comp             | Pres       | Reti       | Comp            | Pres            | Reti            | Comp               | Pres               | Reti               | Comp       | Pres       | Reti       | Pres   | Reti   |
| ---------------- | ---------------- | ---------------- | ---------- | ---------- | --------------- | --------------- | --------------- | ------------------ | ------------------ | ------------------ | ---------- | ---------- | ---------- | ------ | ------ |
| 2005             | Odd Grenland     | ES               | 1          | 0          | CN              | 0               | 0               | -                  | -                  | -                  | -          | -          | -          | 1      | 0      |
| 2006             | Odd Grenland     | ES               | 6+1        | 0+0        | CN              | 1               | 0               | -                  | -                  | -                  | -          | -          | -          | 8      | 0      |
| 2007             | Odd Grenland     | ES               | 7+0        | 0+0        | CN              | 2               | 1               | -                  | -                  | -                  | -          | -          | -          | 9      | 1      |
| 2008             | Odd Grenland     | 1D               | 14         | 1          | CN              | ?               | ?               | -                  | -                  | -                  | -          | -          | -          | ?      | ?      |
| 2009             | Odd Grenland     | ES               | 29         | 1          | CN              | 5               | 1               | -                  | -                  | -                  | -          | -          | -          | 34     | 2      |
| 2010             | Odd Grenland     | ES               | 29         | 0          | CN              | 5               | 0               | -                  | -                  | -                  | -          | -          | -          | 34     | 0      |
| 2011             | Odd Grenland     | ES               | 30         | 0          | CN              | 3               | 0               | -                  | -                  | -                  | -          | -          | -          | 33     | 0      |
| gen.-ago. 2012   | Odd Grenland     | ES               | 12         | 0          | CN              | 2               | 0               | -                  | -                  | -                  | -          | -          | -          | 14     | 0      |
| ago. 2012-2013   | Esbjerg          | SL               | 23         | 1          | CD              | 4               | 0               | -                  | -                  | -                  | -          | -          | -          | 27     | 1      |
| 2013-2014        | Esbjerg          | SL               | 23         | 0          | CD              | 0               | 0               | UEL                | 7                  | 0                  | -          | -          | -          | 34     | 0      |
| 2014-2015        | Esbjerg          | SL               | 27         | 1          | CD              | 4               | 0               | UEL                | 4                  | 0                  | -          | -          | -          | 35     | 1      |
| 2015-2016        | Esbjerg          | SL               | 27         | 2          | CD              | 1               | 0               | -                  | -                  | -                  | -          | -          | -          | 28     | 2      |
| lug. 2016        | Esbjerg          | SL               | 2          | 0          | CD              | -               | -               | -                  | -                  | -                  | -          | -          | -          | 2      | 0      |
| Totale Esbjerg   | Totale Esbjerg   | Totale Esbjerg   | 102        | 4          |                 | 9               | 0               |                    | 11                 | 0                  |            | -          | -          | 122    | 4      |
| lug.-dic. 2016   | Vålerenga        | ES               | 10         | 0          | CN              | 0               | 0               | -                  | -                  | -                  | -          | -          | -          | 10     | 0      |
| 2017             | Vålerenga        | ES               | 26         | 2          | CN              | 0               | 0               | -                  | -                  | -                  | -          | -          | -          | 26     | 2      |
| 2018             | Vålerenga        | ES               | 20         | 1          | CN              | 2               | 0               | -                  | -                  | -                  | -          | -          | -          | 22     | 1      |
| 2019             | Vålerenga        | ES               | 30         | 0          | CN              | 1               | 0               | -                  | -                  | -                  | -          | -          | -          | 31     | 0      |
| 2020             | Vålerenga        | ES               | 28         | 0          | -               | -               | -               | -                  | -                  | -                  | -          | -          | -          | 28     | 0      |
| Totale Vålerenga | Totale Vålerenga | Totale Vålerenga | 114        | 3          |                 | 3               | 0               |                    | -                  | -                  |            | -          | -          | 117    | 3      |
| 2021             | Odd              | ES               | 25         | 0          | CN              | 2               | 0               | -                  | -                  | -                  | -          | -          | -          | 27     | 0      |
| 2022             | Odd              | ES               | 6          | 0          | CN              | 0               | 0               | -                  | -                  | -                  | -          | -          | -          | 6      | 0      |
| Totale Odd       | Totale Odd       | Totale Odd       | 159+1      | 2          |                 | 20+             | 2+              |                    | -                  | -                  |            | -          | -          | 180+   | 4+     |
| Totale           | Totale           | Totale           | 375+1      | 9+0        |                 | ?               | ?               |                    | 7                  | 0                  |            | -          | -          | ?      | ?      |

### Cronologia presenze e reti in Nazionale
| Cronologia completa delle presenze e delle reti in nazionale ― Norvegia | Cronologia completa delle presenze e delle reti in nazionale ― Norvegia | Cronologia completa delle presenze e delle reti in nazionale ― Norvegia | Cronologia completa delle presenze e delle reti in nazionale ― Norvegia | Cronologia completa delle presenze e delle reti in nazionale ― Norvegia | Cronologia completa delle presenze e delle reti in nazionale ― Norvegia | Cronologia completa delle presenze e delle reti in nazionale ― Norvegia | Cronologia completa delle presenze e delle reti in nazionale ― Norvegia |
| Data                                                                    | Città                                                                   | In casa                                                                 | Risultato                                                               | Ospiti                                                                  | Competizione                                                            | Reti                                                                    | Note                                                                    |
| ----------------------------------------------------------------------- | ----------------------------------------------------------------------- | ----------------------------------------------------------------------- | ----------------------------------------------------------------------- | ----------------------------------------------------------------------- | ----------------------------------------------------------------------- | ----------------------------------------------------------------------- | ----------------------------------------------------------------------- |
| 15-1-2012                                                               | Bangkok                                                                 | Danimarca                                                               | 1 – 1                                                                   | Norvegia                                                                | Amichevole                                                              | -                                                                       |                                                                         |
| 18-1-2012                                                               | Bangkok                                                                 | Thailandia                                                              | 0 – 1                                                                   | Norvegia                                                                | Amichevole                                                              | -                                                                       |                                                                         |
| 21-1-2012                                                               | Bangkok                                                                 | Corea del Sud                                                           | 3 – 0                                                                   | Norvegia                                                                | Amichevole                                                              | -                                                                       |                                                                         |
| 12-1-2013                                                               | Ndola                                                                   | Zambia                                                                  | 0 – 0                                                                   | Norvegia                                                                | Amichevole                                                              | -                                                                       |                                                                         |
| 11-6-2013                                                               | Oslo                                                                    | Norvegia                                                                | 2 – 0                                                                   | Macedonia                                                               | Amichevole                                                              | -                                                                       |                                                                         |
| Totale                                                                  |                                                                         | Presenze                                                                | 5                                                                       |                                                                         | Reti                                                                    | 0                                                                       |                                                                         |

## Palmarès

### Club

#### Competizioni nazionali
- Coppa di Danimarca: 1

Esbjerg: 2012-2013